# 第一代德文郡伯爵威廉·卡文迪什
第一代德文郡伯爵威廉·卡文迪什（William Cavendish, 1st Earl of Devonshire；1552年12月27日—1626年3月3日）是一名英格兰贵族、政治家。

## 生平
他是家中二子，曾和第六代什鲁斯伯里伯爵乔治·塔尔伯特的孩子一起接受教育，其父死后，其母改嫁给了第六代什鲁斯伯里伯爵。他曾就读于剑桥大学卡莱尔学院。
他在1586年曾担任利物浦的议员，1588年担任纽波特议员。1595年，他成为德比郡郡长，1603年成为太平绅士。1605年获得哈德威克的卡文迪什男爵（Baron Cavendish of Hardwick）头衔。他曾参与殖民弗吉尼亚和百慕大，百慕大现在还有纪念他的德文郡教区（Devonshire Parish）。
其母和长兄亨利先后在1608年和1616年去世，给他留下大量的财富，1618年8月2日获封德文郡伯爵。1626年3月3日，他离世并在德比郡埃登索尔的圣彼得教堂下葬。